# Glendullan
Glendullan ist eine Destillerie für Whisky im Ort Dufftown in der Grafschaft Aberdeenshire in den schottischen Highlands.

## Geschichte
Die Brennerei wurde 1897 als siebte Destillerie in der Gegend von Dufftown in direkter Nachbarschaft zu Glenfiddich und Balvenie gegründet, um eine diesen entsprechende Produktqualität zu gewährleisten (später wurden noch zwei weitere Brennereien gegründet, heute sind in der Gegend noch sechs Hersteller aktiv). 1919 schloss sich Williams den Greenlees Brothers an, welche damals zu Alexander & MacDonald gehörten. Zwischen 1940 und 1947 war die Destillerie geschlossen. 1962 wurde die Brennerei von Grund auf renoviert. 1970–1971 wurde direkt neben der alten Brennerei ein Neubau mit sechs Brennblasen errichtet. Ab 1972 produzierten zunächst beide Anlagen; 1985 wurde die alte geschlossen. Die Brennerei kann nicht besichtigt werden; Ausnahmen sind nur im Rahmen des „Spirit of Speyside Whisky Festivals“ möglich.

## Produktion
Das Malz für Glendullan kommt von den United Distillers-Mälzereien in Burghead, Roseisle und Muir of Ord. Produziert wird mit einem Maischbottich (mash tun) von 12 Tonnen und acht Gärbottichen (wash backs) zu je 65.000 Litern aus Lärchenholz. Die Destillerie ist heute eine der größten von Diageo. Sie hat eine jährliche Kapazität von 3.700.000 Litern reinen Alkohols. Glendullan ist als Single-Malt-Whisky relativ unbekannt. 97 Prozent der Produktion werden für  Blended Whiskys verwendet.

## Abfüllungen
Glendullan ist ein eher leichter Speyside-Malt mit fruchtigem Bukett.
- Glendullan 8yo
- Glendullan 12yo
- Singleton of Glendullan 12yo
- Glendullan 14yo
- Glendullan 23yo
- Glendullan-Glenlivet 20yo
- div. Abfüllungen unabhängiger Abfüller

## Trivia
- Angeblich wurde die Destillerie von Williams nur deswegen gegründet, weil der Versuch fehlschlug, die Destillerien von Glenfiddich und Balvenie zu kaufen.
- 1902 erlangte Glendullan Berühmtheit, weil König Edward VII ihn zu seinem Lieblings-Whisky machte.[2]
- Streng genommen ist der von 1972 bis 1985 produzierte Whisky kein Single, sondern ein Vatted Malt.